# Грејсон (Кентаки)
Грејсон (енгл. Grayson) град је у америчкој савезној држави Кентаки.

## Демографија
По попису из 2010. године број становника је 4.217, што је 340 (8,8%) становника више него 2000. године.
| Група             | 2000.         | 2010.         |
| Белци             | 3.790 (97,8%) | 3.880 (92,0%) |
| Афроамериканци    | 20 (0,5%)     | 116 (2,8%)    |
| Азијати           | 11 (0,3%)     | 15 (0,4%)     |
| Хиспаноамериканци | 30 (0,8%)     | 151 (3,6%)    |
| Укупно            | 3.877         | 4.217         |